# Jadwiga Wiśniewska

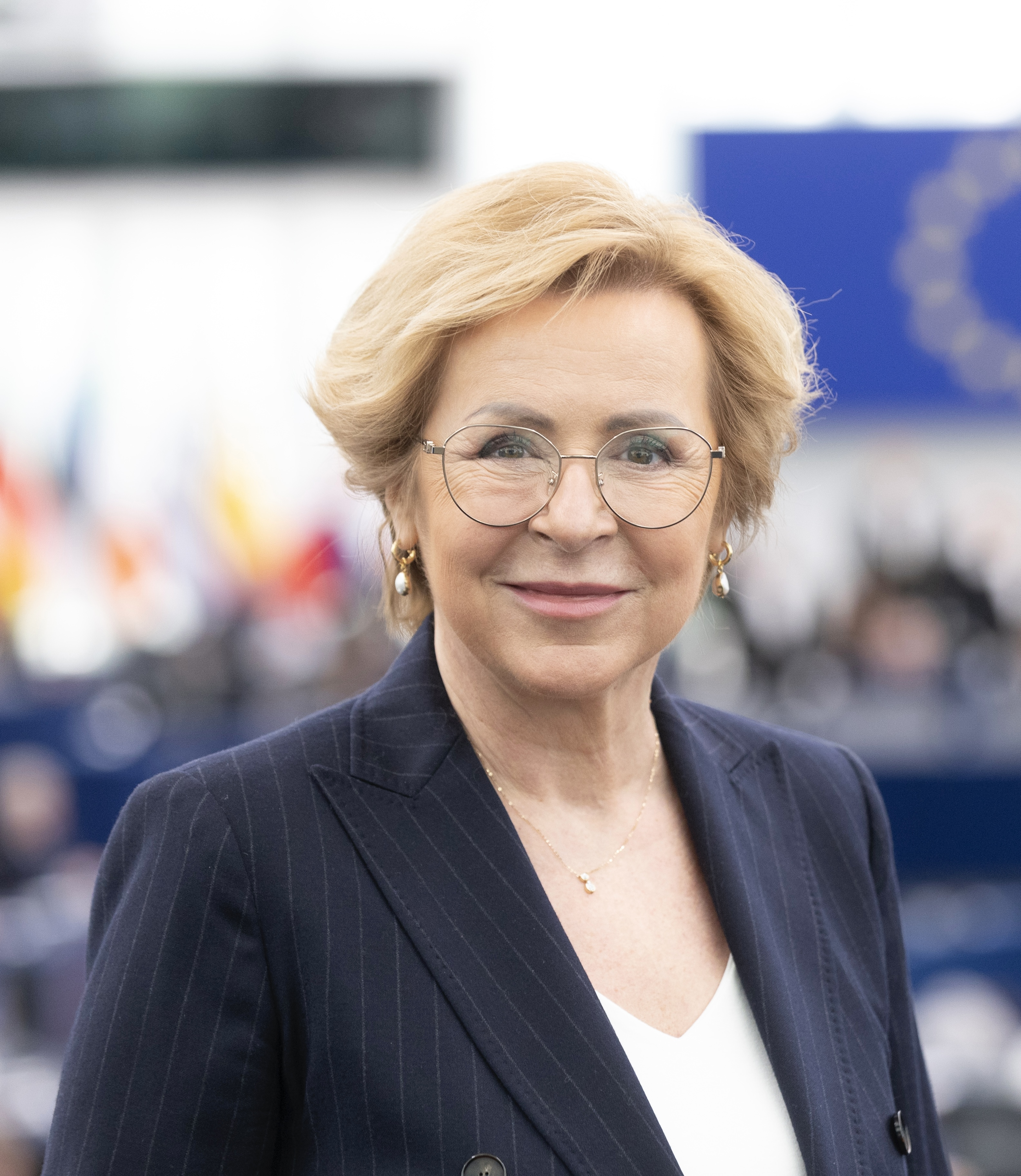
Jadwiga Wiśniewska (2024)

Jadwiga Maria Wiśniewska (* 2. Juli 1963 in Myszków) ist eine polnische Politikerin der Partei Recht und Gerechtigkeit (PiS). Sie gehörte von 2005 bis 2014 dem Sejm in der V., VI. und VII. Wahlperiode an. Seit 2014 gehört sie dem Europäischen Parlament an.

## Leben und Beruf
Nach dem Studium an der Jan-Długosz-Universität Częstochowa arbeitete sie als Lehrerin und seit 2003 als Schulleiterin in Gniazdów. Sie ist verheiratet und hat eine Tochter.

## Politik
Bei den Selbstverwaltungswahlen 2002 wurde Wiśniewska in den Kreistag des Powiat Myszkowski gewählt. Bei der Parlamentswahl 2005 wurde sie als Abgeordnete für die Recht und Gerechtigkeit (PiS) in den Sejm gewählt. Sie wurde 2007 und 2011 wurde sie wiedergewählt. Wiśniewska wurde 2014 für die PiS als Abgeordnete in das Europäische Parlament gewählt. Dort ist sie Stellvertretende Vorsitzende der Delegation in der Paritätischen Parlamentarischen Versammlung AKP-EU und Mitglied im Ausschuss für Umweltfragen, öffentliche Gesundheit und Lebensmittelsicherheit sowie im Ausschuss für die Rechte der Frau und die Gleichstellung der Geschlechter. Bei den Europawahlen 2019 und 2024 wurde sie jeweils wiedergewählt. In der aktuellen Wahlperiode gehört sie dem Ausschuss für bürgerliche Freiheiten, Justiz und Inneres und der Delegation in der Parlamentarischen Partnerschaftsversammlung EU-Vereinigtes Königreich an.